# St. Martin (Hüpstedt)

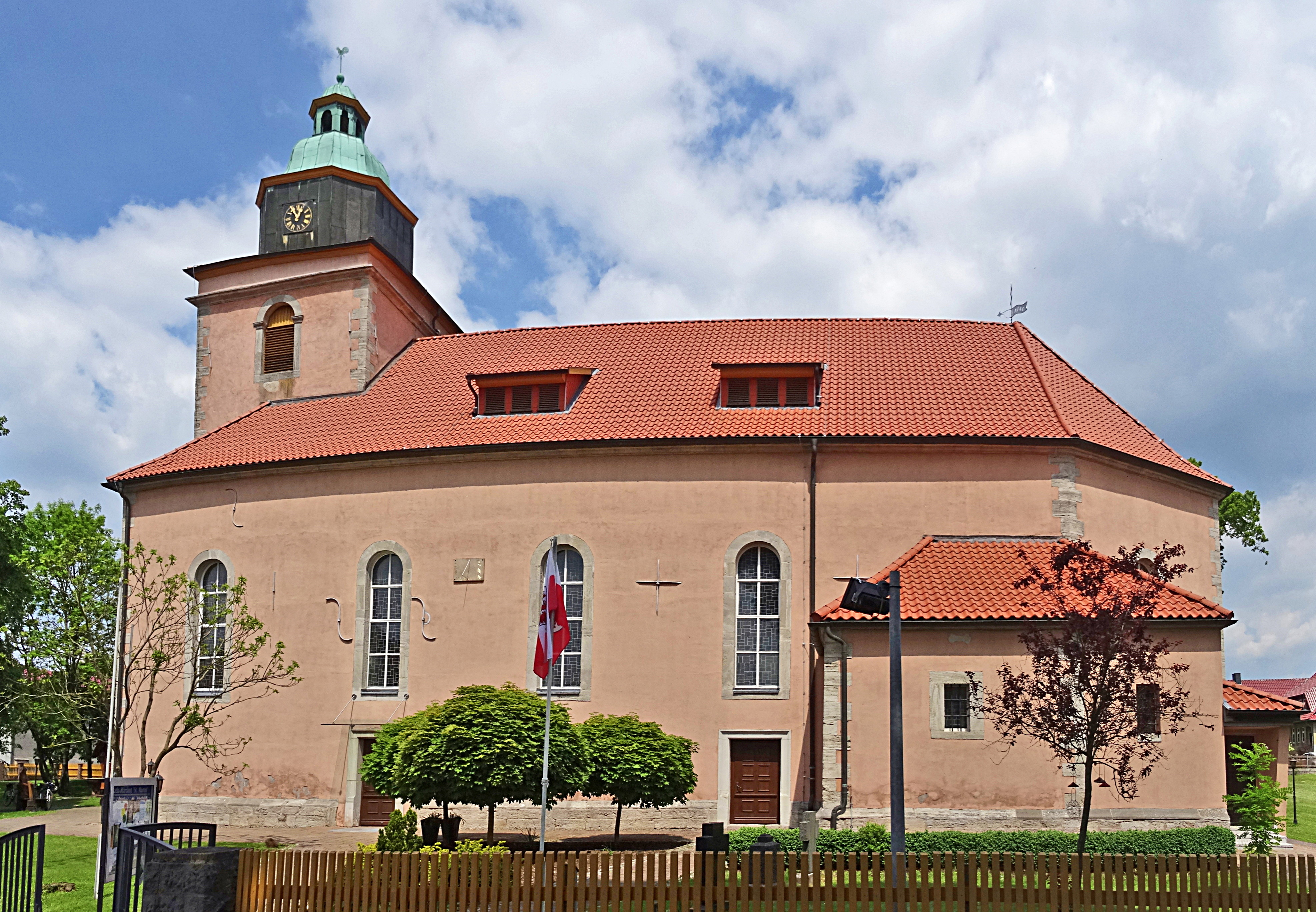
Hüpstedt, St. Martin

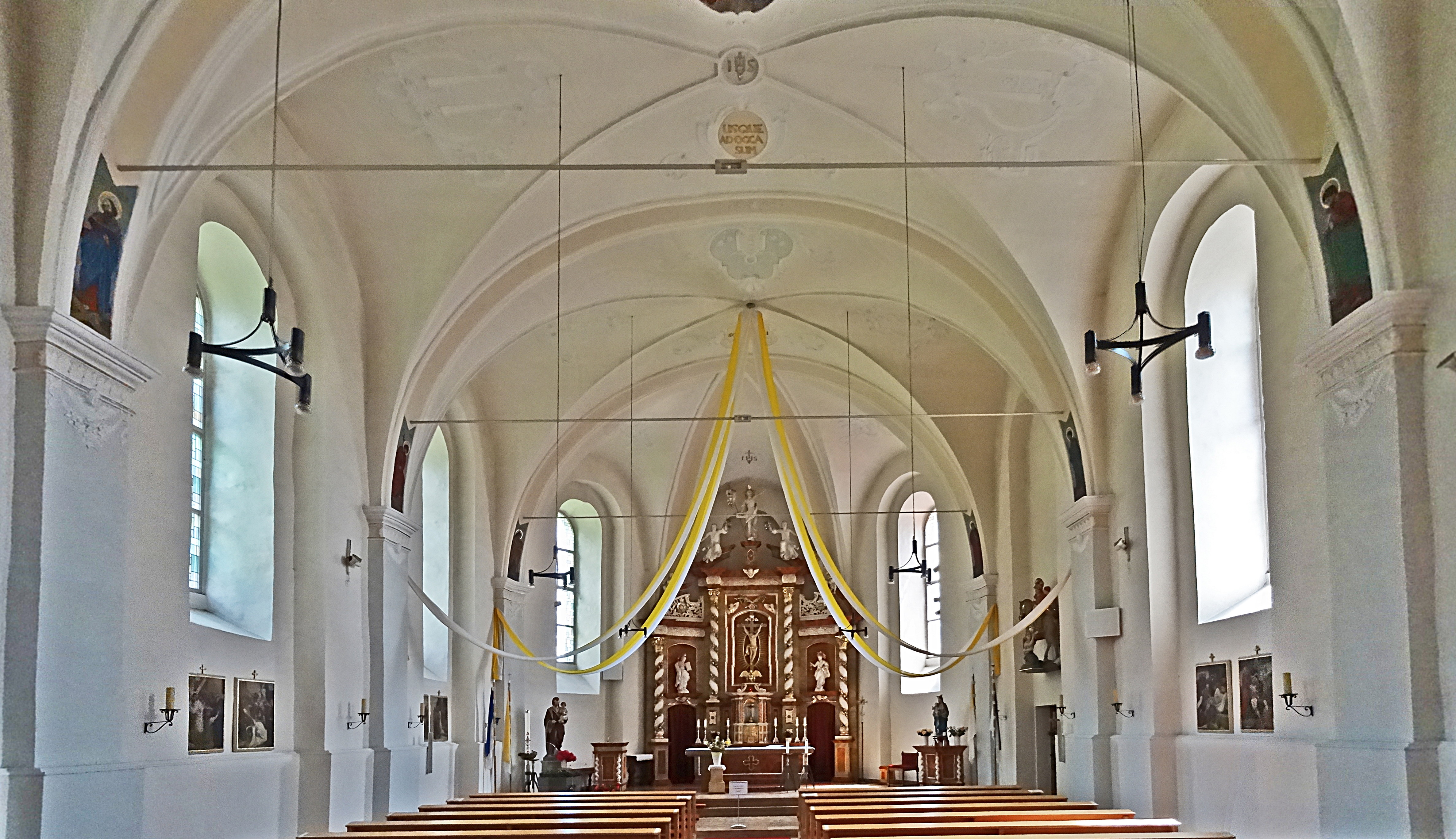
Innenansicht

Die römisch-katholische Pfarrkirche St. Martin steht in Hüpstedt, einem Ortsteil der Stadt und Landgemeinde Dingelstädt im Landkreis Eichsfeld in Thüringen. Sie ist die Pfarrkirche der Pfarrei St. Martin Hüpstedt im Dekanat Dingelstädt des Bistums Erfurt. Sie trägt das Patrozinium des heiligen Martin von Tours.

## Geschichte
Die erste Erwähnung einer Kirche in Hüpstedt findet sich in einer Urkunde des Mainzer Erzbischofs Werner vom 7. März 1268. Mitte des 16. Jahrhunderts hatte der Komtur des Johanniterordens zu Weißensee das Kirchenpatronat übernommen. Nach Einführung der Reformation musste der katholisch gebliebene Komtur die Stadt verlassen. Mit der Säkularisation fiel das Patronat ab 1802 an Preußen. Heute spielt dieses Patronat keine Rolle mehr, allerdings zahlt das Land Thüringen pauschal jährlich Staatsleistungen an das Bistum Erfurt. Die alte Kirche war entweder baufällig oder zu klein geworden. 1737 wurde mit dem Neubau der heutigen Kirche begonnen. Im Frühsommer 1740 ist der Bau fertiggestellt. Sie wurde am 29. Juni 1740 eingeweiht. Die Kirche wurde 1864 erweitert.
Anfang der 1960er Jahre wurde das Kircheninnere grundhaft umgestaltet. Hintergrund war das II. Vatikanische Konzil. Hoch- und Marienaltar wurden ersetzt, der Chorraum erweitert und das Kirchengestühl ausgetauscht. Die Kirche wurde in weißen und grauen Tönen ausgemalt. Anfang der 1980er Jahre wurde die Kirche erneut renoviert. Die barocken Schmuckelemente im Kirchenschiff wurden bei der malerischen Ausgestaltung wieder hervorgehoben. Ein aus der Mühlhäuser Kilianikirche stammender Barockaltar wurde aufgestellt.

## Architektur
Die Saalkirche wurde 1740 errichtet. Es ist ein gedrungener Bau mit fünf Achsen mit dreiseitigem Abschluss des Chores und einem schiefergedeckten Dachturm im Westen, in dem drei Glocken aus der Vorgängerkirche hängen. Im Herbst 1927 erhält der bisher mit einem Walmdach bedeckte Turm einen barocken, kupfergedeckten Aufsatz mit Haube und Laterne. Das Kirchenschiff ist mit einem flachen Satteldach bedeckt. Der Innenraum wird von einem flachen Kreuzgewölbe auf Strebepfeilern überspannt, dessen Stuck aus schlichtem Bandelwerk besteht. Der Hochaltar, 1749 vom Bildhauer Stolze geschaffen, hat gewundene Säulen, verziert mit Akanthus. Das Kruzifix in der Mitte flankieren Figuren von Petrus und Paulus. Darüber befindet sich der Auferstandene mit einem Engel.

## Orgel

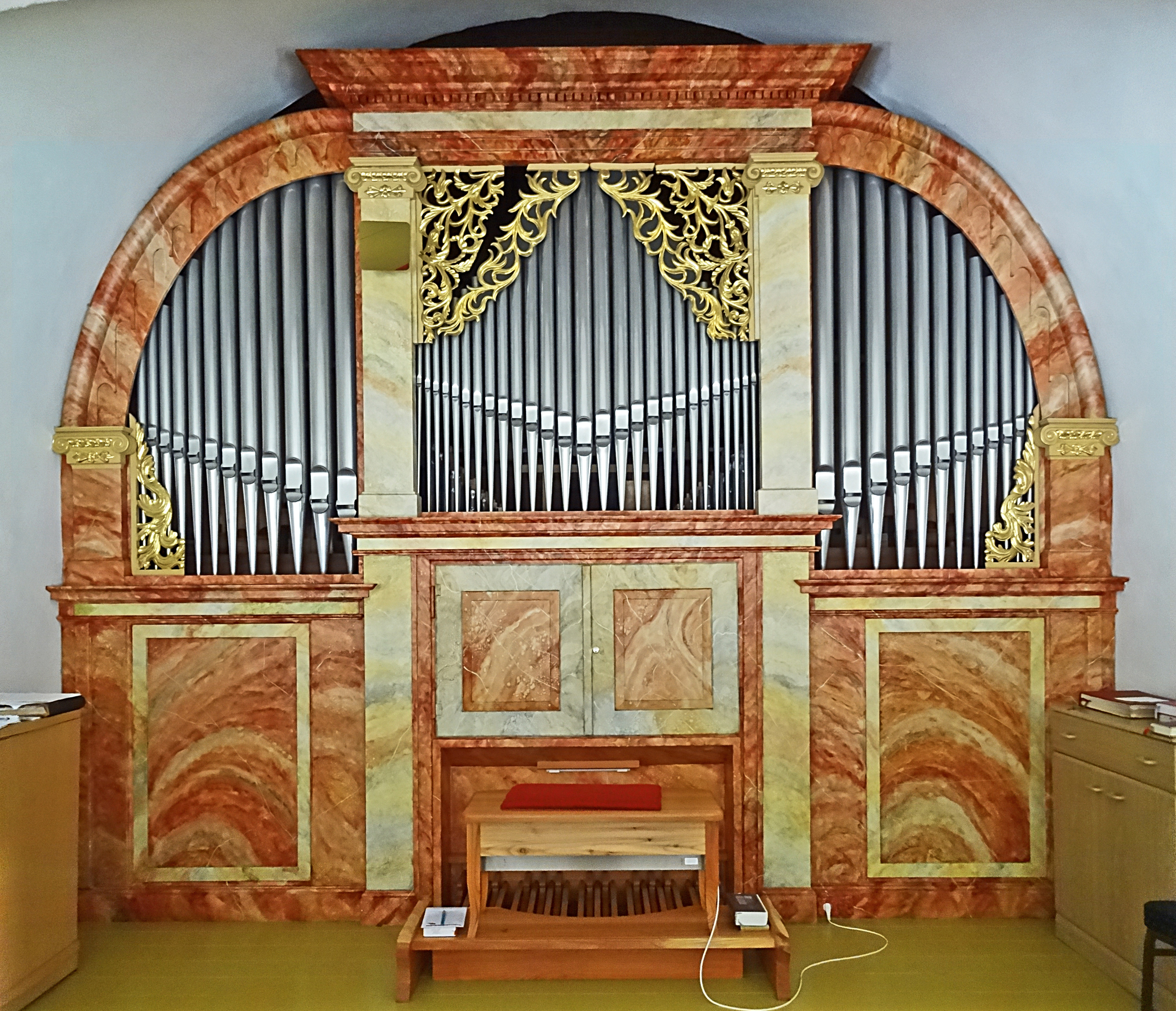
Hesse-Orgel

Die Vorgängerkirche verfügte bereits über eine Orgel. Die heutige Orgel hat Schleifladen mit 19 Registern, verteilt auf zwei Manuale und Pedal, wurde 1852 von Ernst Siegfried Hesse gebaut und 2010 von Karl Brode & Sohn restauriert. Bei der Restaurierung wurde der alte Zinkprospekt, der eingebaut wurde nach dem 1917 der originale Prospekt ausgebaut wurde, gegen einen neuen Zinn-Prospekt ersetzt. Register- und Tontraktur sind mechanisch. Die Disposition lautet wie folgt:
| I Manual C–f3 |     |
| Bordun        | 16′ |
| Prinzipal     | 8′  |
| Gambe         | 8′  |
| Bordun        | 8′  |
| Hohlflöte     | 8′  |
| Oktave        | 4′  |
| Hohlflöte     | 4′  |
| Oktave        | 2′  |
| Mixtur IV     | 2′  |

| II Manual C–f3 |    |
| Gedackt        | 8′ |
| Flauto piano   | 8′ |
| Salicional     | 8′ |
| Oktave         | 4′ |
| Flauto dolce   | 4′ |
| Nachthorn      | 2′ |

| Pedal C–d1 |     |
| Violon     | 16′ |
| Subbaß     | 16′ |
| Oktavbaß   | 8′  |
| Cello      | 8′  |

- Koppeln: II/I, I/P, II/P

Anmerkungen
1. 1 2  2010 neu